# HPA-23
HPA-23, también conocido como antimoniato de wolframio, es un fármaco antirretroviral que se utilizó para el tratamiento de la infección por VIH. Alcanzó una gran notoriedad como tratamiento eficaz contra el VIH y el SIDA a partir de 1984, apenas un año después de que se identificara por primera vez el VIH. Sin embargo, pruebas posteriores no lograron demostrar su eficacia, y algunos pacientes sufrieron efectos secundarios graves debido al fármaco, incluida insuficiencia hepática.

## Historia
El HPA-23 fue desarrollado por Rhône-Poulenc en el Instituto Pasteur durante la década de 1970 y comenzó a usarse en Francia de forma experimental para tratar a pacientes con VIH y SIDA a partir de 1984. Los inventores del fármaco, según consta en su patente, fueron Jean-Claude Chermann, Dominique Dormont, Etienne Vilmer, Bruno Spire, Françoise Barré-Sinoussi, Luc Montagnier y Willy Rozenbaum. Aunque el fármaco no se presentó como una cura para el VIH/SIDA, se sugirió que podía frenar la replicación y propagación del virus.
Los Estados Unidos, con un proceso de aprobación de fármacos más estricto que Francia, retrasaron la autorización del uso de HPA-23 incluso para ensayos clínicos, lo que provocó una fuerte protesta pública y el éxodo de más de 100 pacientes estadounidenses con SIDA hacia Francia para recibir tratamiento, animados en parte por un llamado francés a voluntarios estadounidenses. Bill Kraus, quien recibió dosis de HPA-23 en Francia como turista médico, «depositó toda su esperanza de supervivencia» en el fármaco, incluso excluyendo otros medicamentos experimentales que estaban en desarrollo. Después de que el actor Rock Hudson recibiera tratamiento con HPA-23 en un hospital de París, un representante del National Gay Task Force declaró que «algo va mal en el sistema de salud cuando un hombre rico y amigo del Presidente tiene que ir a Europa para recibir tratamiento». Al mismo tiempo, sin embargo, algunos miembros de la comunidad científica estadounidense advirtieron a los enfermos de SIDA que no depositaran demasiadas esperanzas en el HPA-23 y, en general, apoyaron el enfoque conservador de la Administración de Alimentos y Medicamentos (FDA) para su certificación. William A. Haseltine comentó que los informes sobre el éxito del fármaco en Francia se basaban en:
«el tipo más lamentable de historias anecdóticas —no hacen ensayos controlados científicamente». 
Médicos de la clínica del SIDA del Hospital General de San Francisco compartieron las preocupaciones de Haseltine, señalando que las pruebas francesas del fármaco se realizaron sin ningún tipo de grupo de control y que la alta toxicidad del medicamento lo hacía potencialmente peligroso para pacientes que ya sufrían infecciones graves. Incluso Public Citizen, organización a menudo crítica con las decisiones de la FDA, apoyó el calendario de aprobación seguido por la agencia.
En agosto de 1985, bajo creciente presión pública para acelerar la aprobación del fármaco, la FDA permitió el uso de HPA-23 en ensayos clínicos muy limitados en humanos. En los ensayos clínicos posteriores no se observó ninguna mejoría en la condición de los pacientes, algunos mostraron incluso un aumento en la replicación del VIH y tres sufrieron insuficiencia hepática inducida por el medicamento. Para 1986, la Academia Nacional de Ciencias concluyó que no se podían atribuir beneficios terapéuticos al HPA-23 para personas infectadas con VIH. Posteriormente fue abandonado como opción terapéutica.